# Prix Adalbert-von-Chamisso
Le Prix-Adelbert-von-Chamisso de la Fondation Robert Bosch est décerné depuis 1985. Ce prix littéraire distingue une œuvre écrite et publiée en allemand d'un auteur, dont la langue maternelle n'est pas l'allemand, comme cela a été le cas pour Adelbert von Chamisso. Le prix principal est doté de 15 000 euros (2007).
Parallèlement, on décerne des prix de promotion, qui prennent en considération des textes non publiés ; l'heureux lauréat reçoit 7 000 euros.
L'annonce du lauréat a lieu tous les ans lors de la Foire du livre de Francfort.
Le prix a été décerné pour la dernière fois en 2017.

## Liste des lauréats
- 2017 - Abbas Khider[2] ; Barbi Marković und Senthuran Varatharajah (FP)
- 2016 - Esther Kinsky et Uljana Wolf
- 2015 - Sherko Fatah ; Olga Grjasnowa et Martin Kordic (FP)
- 2014 - Ann Cotten ; Dana Ranga et Nellja Veremej (FP)
- 2013 - Marjana Gaponenko ; Matthias Nawrat et Anila Wilms (FP)
- 2012 - Michael Stavarič ; Akos Doma et Ilir Ferra (FP)
- 2011 - Jean Krier ; Olga Martynova et Nicol Ljubic (FP)
- 2010 - Terézia Mora ; Abbas Khider et Nino Haratischwili (FP)
- 2009 - Artur Becker ; María Cecilia Barbetta et Tzveta Sofronieva (prix de promotion = PP)
- 2008 - Saša Stanišić ; Michael Stavarič et Léda Forgó (PP)
- 2007 - Magdalena Sadlon ; Que Du Luu et Luo Lingyuan (PP)
- 2006 - Zsuzsanna Gahse ; Sudabeh Mohafez et Eleonora Hummel (PP)
- 2005 - Feridun Zaimoğlu ; Dimitré Dinev (PP)
- 2004 - Asfa-Wossen Asserate et Zsuzsa Bánk ; Yadé Kara (PP)
- 2003 - Ilma Rakusa ; Hussain al-Mozany et Marica Bodrozic (PP)
- 2002 - Said ; Francesco Micieli et Catalin Dorian Florescu (PP) ; Harald Weinrich (Prix d'honneur)
- 2001 - Zehra Cirak; Radek Knapp et Vladimir Vertlib (PP) ; Imre Kertész (Prix d'honneur)
- 2000 - Ilija Marinow Trojanow ; Terézia Mora et Aglaja Veteranyi (PP)
- 1999 - Emine Sevgi Özdamar ; Selim Özdogan (PP)
- 1998 - Natascha Wodin ; Abdellatif Belfellah (PP)
- 1997 - Güney Dal et José F. A. Oliver ; Jiří Gruša (prix d'honneur)
- 1996 - Yōko Tawada ; Marijan Nakić (PP)
- 1995 - György Dalos ; László Csiba (PP)
- 1994 - Dante Andrea Franzetti ; Dragica Rajcić (PP)
- 1993 - Rafik Schami ; Ismet Elci (PP)
- 1992 - Adel Karasholi et Galsan Tschinag
- 1991 - Libuše Moníková ; Said (PP)
- 1990 - Cyrus Atabay ; Alev Tekinay (PP)
- 1989 - Yüksel Pazarkaya ; Zehra Cirak (PP)
- 1988 - Elazar Benyoëtz ; Zafer Şenocak (PP)
- 1987 - Franco Biondi et Gino Chiellino
- 1986 - Ota Filip
- 1985 - Aras Ören ; Rafik Schami (PP)

## Sources
1. ↑  (de) Katrin Hillgruber, « Adelbert-von-Chamisso-Preis: Wegen Erfolgs eingestellt », Der Tagesspiegel Online,‎ 11 mars 2017 (ISSN 1865-2263, lire en ligne, consulté le 21 novembre 2023)
2. ↑  (de) « Chamisso-Preis für Abbas Khider – DW – 09.03.2017 », sur dw.com (consulté le 21 novembre 2023)

- Robert Bosch Stiftung (edit.): Viele Kulturen eine Sprache. Adelbert-von-Chamisso-Preisträgerinnen und Preisträger 1985-2007, Stuttgart 2007

## Liens
- Page web du Prix-Adelbert-von-Chamisso